# Philogenia berenice
Philogenia berenice là loài chuồn chuồn trong họ Megapodagrionidae. Loài này được Higgins mô tả khoa học đầu tiên năm 1901.